# Aki (province)
Pour les articles homonymes, voir Aki.
Aki (安芸国; Aki no kuni, littéralement « pays de l'automne ») ou Geishū (芸州) était une province japonaise de la région de Chūgoku qui correspond à la partie ouest de  l'actuelle préfecture d'Hiroshima, sur l'île de Honshū.

## Provinces voisines
Aki est entourée par les provinces de Suo, d'Iwami et de Bingo, et fait face à la province d'Iyo située sur l'île de Shikoku.

## Histoire
À partir de la fin de l'époque Heian (XIIe siècle), la province d'Aki devient connue comme étant le site du sanctuaire d'Itsukushima, auquel Taira no Kiyomori fait don d'un nouveau complexe de bâtiments et de sûtras.
Pendant l'époque Sengoku, la province est le siège du clan Mori, jusqu'en 1600 autour de la capitale du fief Koriyama. En 1555, après sa victoire contre Sue Harutaka à la bataille d'Itsukushima, Mōri Motonari installe son pouvoir depuis cette province dans tout l'ouest de Honshū.
Terumoto Mori, l'un des cinq principaux conseillers de Hideyoshi Toyotomi, prend le parti du fils de ce dernier dans le camp de Mitsunari Ishida à la bataille de Sekigahara, en 1600. Étant dans le camp perdant, il perd alors Aki et beaucoup de ses autres domaines.
En 1619, après une courte période durant laquelle la province est dirigée par Masanori Fukushima, Asano Nagaakira est nommé daimyo du domaine de Hiroshima avec un fief de 420 000 koku. Ses descendants gardent ce poste jusqu'à la restauration de Meiji.
Lors de l'abolition du système han en 1871, la province d'Aki devint la préfecture de Hiroshima, qui prend sa forme actuelle après la fusion avec la province voisine de Bingo.

## Sources
- (en) Cet article est partiellement ou en totalité issu de l’article de Wikipédia en anglais intitulé « Aki Province » (voir la liste des auteurs).
  - Cet article incorpore des éléments provenant du site OpenHistory.